# Gastein Ladies
Gastein Ladies, oficiálním názvem NÜRNBERGER Gastein Ladies, byl ženský profesionální tenisový turnaj na okruhu WTA Tour patřící do kategorie International. Hrál se v letech 1968–2015 každoročně v červenci v rakouském Bad Gasteinu na otevřených antukových dvorcích.

## Finálové zápasy

### Dvouhra
| Rok  | Vítězka                           | Finalistka                     | Výsledek           |
| 2007 | Francesca Schiavoneová            | Yvonne Meusburgerová           | 6–1, 6–4           |
| 2008 | Pauline Parmentierová             | Lucie Hradecká                 | 6–4, 6–4           |
| 2009 | Andrea Petkovicová                | Ioana Raluca Olaruová          | 6–2, 6–3           |
| 2010 | Julia Görgesová                   | Timea Bacsinszká               | 6–1, 6–4           |
| 2011 | María José Martínezová Sánchezová | Patricia Mayrová-Achleitnerová | 6–0, 7–5           |
| 2012 | Alizé Cornetová                   | Yanina Wickmayerová            | 7–5, 7–6(7–1)      |
| 2013 | Yvonne Meusburgerová              | Andrea Hlaváčková              | 7–5, 6–2           |
| 2014 | Andrea Petkovicová                | Shelby Rogersová               | 6–3, 6–3           |
| 2015 | Samantha Stosurová                | Karin Knappová                 | 3–6, 7–6(7–3), 6–2 |

### Čtyřhra
| Rok  | Vítězky                                      | Finalistky                                | Výsledek              |
| 2007 | Lucie Hradecká Renata Voráčová               | Ágnes Szávayová Vladimíra Uhlířová        | 6–3, 7–5              |
| 2008 | Andrea Hlaváčková Lucie Hradecká             | Sesil Karatančevová Nataša Zorićová       | 6–3, 6–3              |
| 2009 | Andrea Hlaváčková Lucie Hradecká             | Tatjana Maleková Andrea Petkovicová       | 6–2, 6–4              |
| 2010 | Lucie Hradecká Anabel Medinaová Garriguesová | Timea Bacsinszká Tathiana Garbinová       | 6–7(2–7), 6–2, [10–5] |
| 2011 | Eva Birnerová Lucie Hradecká                 | Jarmila Gajdošová Julia Görgesová         | 4–6, 6–2, [12–10]     |
| 2012 | Jill Craybasová Julia Görgesová              | Anna-Lena Grönefeldová Petra Martićová    | 6–7(4–7), 6–4, [11–9] |
| 2013 | Sandra Klemenschitsová Andreja Klepačová     | Kristina Barroisová Eleni Daniilidouová   | 6–1, 6–4              |
| 2014 | Karolína Plíšková Kristýna Plíšková          | Andreja Klepačová María Teresa Torró Flor | 4–6, 6–3, [10–6]      |
| 2015 | Danka Kovinićová Stephanie Vogtová           | Lara Arruabarrenová Lucie Hradecká        | 4–6, 6–3, [10–3]      |